# Lijst van Nederlandse deelnemers aan de Paralympische Zomerspelen 1960
Deze lijst van Nederlandse deelnemers aan de Paralympische Zomerspelen 1960 in Rome. geeft een overzicht van de sporters die zich hebben gekwalificeerd voor de Spelen.
| Paralympiër     | Sport       | Onderdeel | Ervaring |
| --------------- | ----------- | --- | -------- |
| D. Kruidenier   | Atletiek    | Kegelwerpen Vijfkamp                                                                                              | Debutant |
| Arriëns-Kappers | Zwemmen     | 25 m Crawl Klasse complete class 1 25 m Rugslag Klasse incomplete class 1 25 m Schoolslag Klasse complete class 1 | Debutant |
| E. Gaarlandt    | Zwemmen     | 50 m Schoolslag Klasse complete class 3                                                                           | Debutant |
| J. Jacobs       | Tafeltennis | Dubbelspel Klasse A                                                                                               | Debutant |
| Van Aart        | Tafeltennis | Dubbelspel Klasse A                                                                                               | Debutant |

## Opmerkingen
- De namen van de Basketbal heren van 1960 zijn niet bekend.